# Otón de Merania
Otón I, duque de Merania (1180-1234) fue un noble de Alemania. Fue duque de Andechs y Merania. También conde consorte de Borgoña como Otón II, por su matrimonio con Beatriz II de Borgoña.

## Familia
Nació en 1180 hijo de Bertodo IV, duque de Merania, e Inés de Rochlitz. 
A la muerte de su padre Otón se convirtió en duque de Andechs y Merania; se convirtió en conde de Borgoña al casarse con Beatriz de Borgoña en 1208.
Se había unido a Leopoldo VI de Austria y Andrés II de Hungría en la Quinta Cruzada.
A la muerte de Beatriz, en 1231, dejó de ser conde y le sucedió su hijo Otón. Este hijo Otón también lo sucedió como duque de Andechs y Merania en 1234.
Otón de Merania y Beatriz tuvieron la siguiente descendencia: 
- Otón, (1226 – 19 de junio de 1248 en el castillo de Niesten), quien sucedió a ambos de sus padres en sus respectivos territorios.[3]
- Inés de Merania[4]
- Beatriz, quien se casó con Armando II, conde de Weimar-Orlamünde
- Margarita, que se casó con Přemysl de Moravia y Federico, conde de Truhendingen
- Adelaida, quien sucedió a su hermano a la muerte sin hijos.[3]
- Isabel, que se casó con Federico III, burgrave de Núremberg